# Phaonia subventa
Phaonia subventa este o specie de muște din genul Phaonia, familia Muscidae. A fost descrisă pentru prima dată de Harris în anul 1780. Conform Catalogue of Life specia Phaonia subventa nu are subspecii cunoscute.